# 산마리노 리라
리라(이탈리아어: lira, 복수형: lire)는 1860년대부터 유로가 도입된 2002년까지 통용된 산마리노의 통화로, 이탈리아 리라와 동등한 수준의 비율을 갖고 있었다. 이탈리아의 동전과 지폐는 산마리노와 바티칸에서 법화로 인정되었으며, 이탈리아 로마에서 주조된 산마리노의 동전 또한 이탈리아와 바티칸에서 법화로 인정되었다.

## 동전
산마리노는 1864년에 최초의 동전을 발행했는데, 그 동전은 구리로 된 5 첸테시미 동전이었다. 이후 1875년에 구리로 된 10 첸테시미 동전이 발행되었으나 구리로 된 동전은 1894년에 발행이 중단했다. 1898년에는 은으로 된 50 첸테시미 동전과 1, 2, 5 리라 동전을 발행했으며, 1906년에 1, 2 리라 동전을 추가로 발행했다.
산마리노는 1931년에 동전 발행을 재개했으며, 1935년에 은으로 된 5, 10, 20 리라 동전과 청동으로 된 5, 10 첸테시미 동전이 추가로 발행되었다. 이들 동전은 1938년까지 통용되었다.
산마리노는 1972년에 동전 발행을 재개했는데, 이 때 발행된 1, 2, 5, 10, 20, 50, 100, 500 리라 동전 모두 당시 통용되던 이탈리아의 동전과 같은 모양으로 주조되었다. 200 리라 동전은 1978년에, 바이메탈로 된 500, 1000 리라 동전은 각각 1982년과 1997년에 발행되었다. 이러한 동전 디자인은 매년 변경되어 왔다.

## 같이 보기
- 산마리노의 유로 주화